# 조지 디카프리오
조지 폴 디카프리오(영어: George Paul DiCaprio, 1943년 10월 2일 ~ )은 미국의 만화가, 작가, 편집자로 미국 서해안의 메이저 언더그라운드 만화 배급업자이다.

## 약력
조지 디카프리오는 이탈리아 이민자인 살바토르 디카프리오와 로지나 카셀라의 아들 조지 레온 디카프리오(1902년 5월 14일-1965년 11월 18일)와 독일 출신의 어머니 올가 앤 제이콥스(1904년 12월 23일-1984년 5월 16일)의 아들로 태어났다.
조지 디카프리오는 독일 출신의 이멀린 인덴비르켄과 대학 시절 만났고, 이후 로스앤젤레스로 이동해 결혼식을 올렸다. 두 사람 사이에는 1974년 11월 11일 외아들인 레오나르도 디카프리오가 태어났다. 이후 그들은 이혼했다. 그는 1995년 패기 앤 패러와 1995년 재혼하였다. 의붓아들 애덤 패러가 있으며, 패러와 사이에 자녀는 없다.

## 작품
- 1970년 《Baloney Moccasins 1》
- 1971년 《Greaser Comics #1》
- 1972년 《Greaser Comics #2》
- 1975년 《Forbidden Knowledge Comics #1》
- 1976년 《Arcade: The Comics Revue #5》
- 1978년 《Forbidden Knowledge #2》
- 1979년 《Neurocomics》 (with , 티모시 리어리, 피트 본 숄리)
- 1981년 《Cocaine Comix #1-3》
- 1982년 《Hoo-Bee-Boo #1》